# 田畠佑一
田畠 佑一（たばた ゆういち）は、日本の作曲家、編曲家、合唱指揮者。
2025年現在、混声合唱団「chorusnium」の常任指揮者を務める。

## 経歴
北海道旭川市生まれ。北海道旭川東高等学校を卒業。高校卒業後に上京し、2021年、北海道出身の大学生を中心に混声合唱団「chorusnium」を結成。同団の常任指揮者を務める。ピアノを鷲見真生子、安藤丘、ソルフェージュを青島広志に師事。平成30年度（2018年）、旭川東高校音楽部の生徒指揮者として第85回NHK全国学校音楽コンクール（高等学校の部）に出場し、銅賞を受賞。同年、第71回全日本合唱コンクール全国大会において銀賞を受賞した。

## 作曲
- 混声合唱とピアノのための『恋の色彩』
- 混声合唱曲集『心に浮かぶ雲に』（詩：和合亮一）
- 混声合唱組曲『どれも特別な一日』（詩：谷郁雄）
- 混声合唱組曲『季節は僕らの頬を掠め』（詩：みなづきみのり）
- 女声合唱とピアノのための『空と涙について』
- 男声合唱とピアノのための『世界から忘れ去られて』

## 編曲
- 人生は夢だらけ
- 目抜き通り
- ミックスナッツ
- 怪物
- あの鐘を鳴らすのはあなた
- さよならの向う側
- ルパン三世のテーマ'80

## 受賞歴
- 2022年度（令和4年度）、『恋の色彩』にて第33回朝日作曲賞（合唱組曲）を受賞[5]。

## メディア出演
- 朝日新聞「合唱組曲の朝日作曲賞、東京・立川の田畠佑一さん『恋の色彩』に」（2022年8月17日）[5]
- 朝日新聞「自身の恋愛体験、和歌に乗せて　若き作曲家、合唱コンに指揮で登場へ」（2022年9月10日）[6]